# Khāşlū
Khāşlū (persiska: Khāşşelū, خاصلو) är en ort i Iran.   Den ligger i provinsen Östazarbaijan, i den nordvästra delen av landet, 500 km väster om huvudstaden Teheran. Khāşlū ligger 1 279 meter över havet och antalet invånare är 975.
Terrängen runt Khāşlū är huvudsakligen platt, men söderut är den kuperad.Runt Khāşlū är det tätbefolkat, med 459 invånare per kvadratkilometer. Närmaste större samhälle är Āz̄arshahr, 9,5 km öster om Khāşlū. Trakten runt Khāşlū består till största delen av jordbruksmark.